# Anthony Pannekoeck
Antoni, Anthoni of Anthony Pannekoeck, ook wel Pannecoeck (1615? - 1679) was een Nederlands componist.
Van Pannekoeck is niet veel bekend. In 1646 kwam een bundel Nederlandstalige madrigalen uit op tekst van dichter Daniel Joncktys. Deze bundel is echter verloren gegaan en slechts bekend uit secundaire bronnen.